# École supérieure de commerce Castaing
 (décembre 2023).
L'École Supérieure de Commerce CASTAING est l'une des plus grandes écoles de commerce de Côte d'Ivoire. Elle compte 4 100 étudiants et élèves et 12 programmes d'études. 
En 2007, l'ENSEA de Cocody la classe au onzième rang des meilleures universités et grandes écoles privées de Côte d'Ivoire.